# Wulfhere
Wulfhere (c.640 — 675) va ser un rei de Mèrcia, regne anglosaxó situat en el que avui constitueixen les actuals Midlands angleses, des de finals dels anys 650 fins a la seva mort el 675.
La seva arribada al tron va marcar el final del domini d'Oswiu de Northúmbria sobre el sud d'Anglaterra. De fet, Wulfhere va expandir la seva influència per gran part d'aquesta regió. Les campanyes contra els saxons de la Casa de Wessex van expandir el control de Mèrcia per bona part de la vall del Tàmesi. Va conquistar el regne de Wihtwara a l'illa de Wight i la vall del riu Meon, cedint el control d'aquestes regions al rei Aethelwealh del Regne de Sussex. També va tenir influència sobre els territoris de Surrey, Essex i Kent. Es va casar amb Ermenilda d'Ely (més tard santa Ermenilda), filla del rei de Kent Eorcenberht, i que a la mort del seu espòs es retirà al claustre i fou abadessa d'Ely.
Va morir, possiblement per malaltia, l'any 675 i va ser succeït pel seu germà Æthelred. Eddius Stephanus, en la seva biografia de Wilfrid de York, descriu Wulfhere com "un home de ment orgullosa i de voluntat insaciable".

## Mèrcia al segle VII

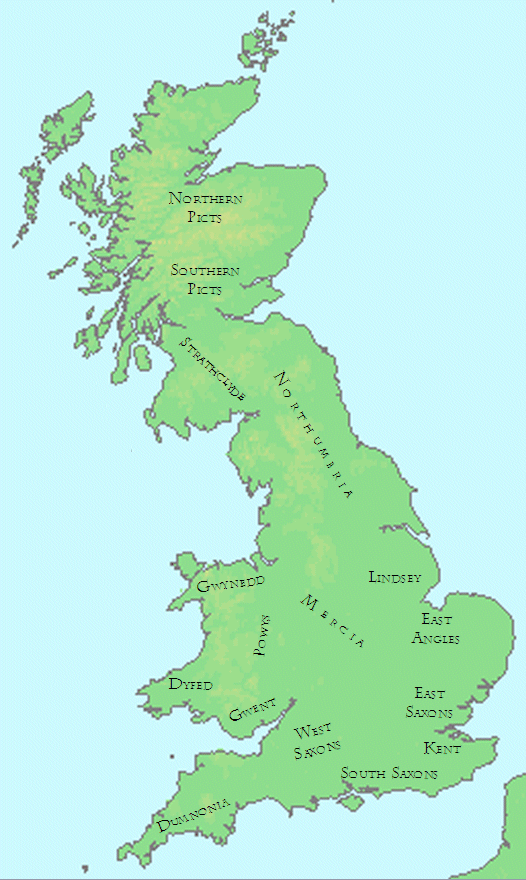
Regnes de la Gran Bretanya a la fi del.

Al començament del segle vii, Anglaterra es trobava governada pràcticament íntegrament pels anglosaxons, pobles que havien arribat a Britànnia durant el segle V provinents de l'Europa nord-occidental. El monjo Beda, historiador del segle viii, considerava els habitants de Mèrcia descendents dels angles, un dels pobles invasors. Els saxons i els juts es van assentar en el sud de Britànnia, mentre que els angles es van quedar en el nord. Es coneixen poques dades sobre els orígens del regne de Mèrcia, però segons les genealogies preservades en la Crònica anglosaxona i en la Genealogiae regum Anglorum, els primers reis haurien estat descendents d'Icel de Mèrcia i, per això, es coneix a la seva dinastia com Iclinga. El primer rei de Mèrcia de qui es disposa informació històrica definida és Penda de Mèrcia, pare de Wulfhere.

## Família
Wulfhere era fill del rei Penda i de la reina consort, Cynewise.
No existeixen gaires dades sobre la seva infància, però se sap que va tenir dos germans, Peada i Aethelred i dues germanes, Cyneburh i Cyneswith. També és possible que Merewalh (un rei menor de Magonsæete, un regne vassall de Mèrcia) fos germà seu.
Va contreure matrimoni amb Ermenilda d'Ely (Kent). Entre els seus possibles fills figuren Coenred, rei entre 704 i 709, Berhtwald, un altre rei vassall i Werburga, qui figura en un manuscrit del segle xi com a filla seva.

## Ascens al tron

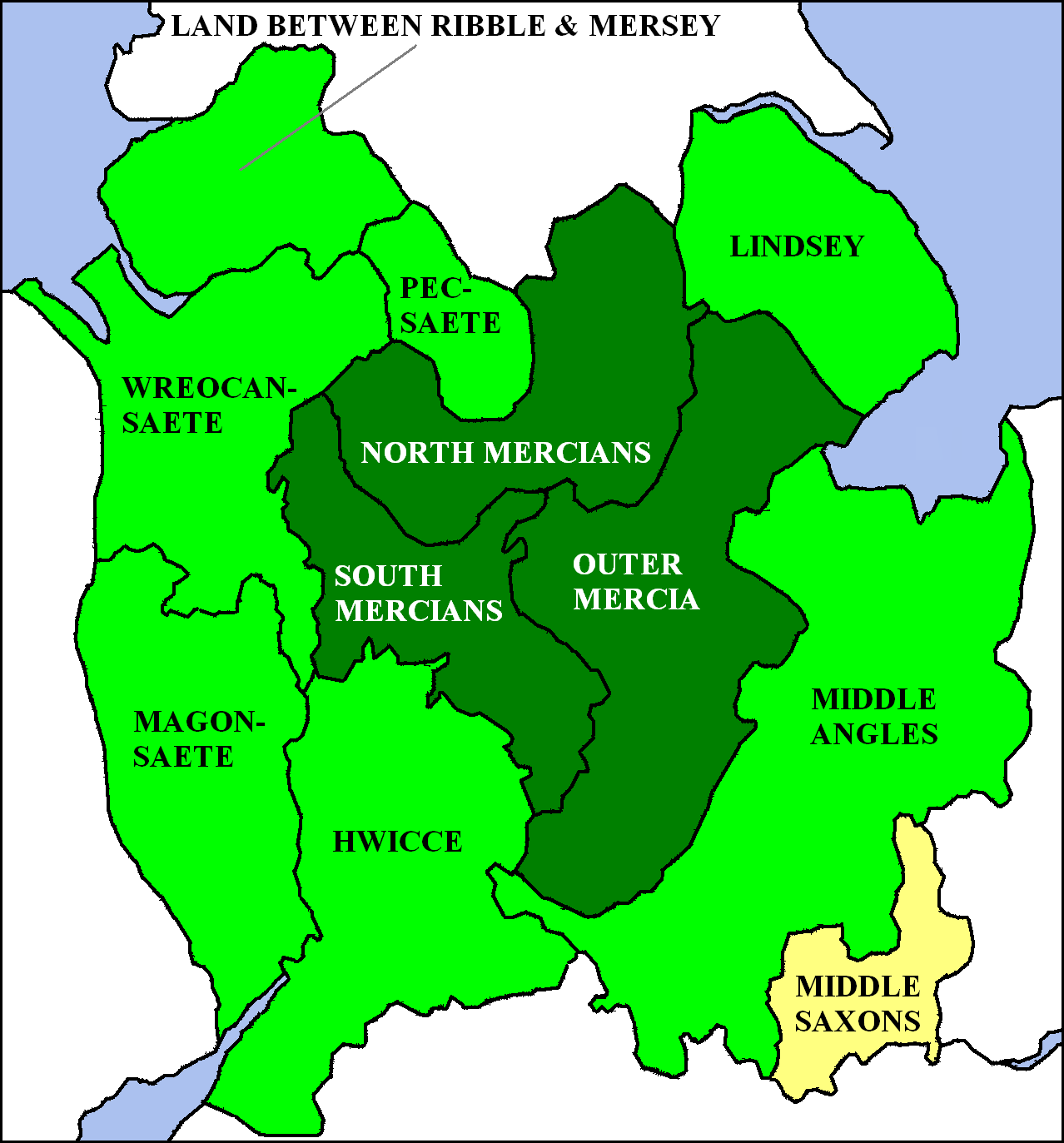
El Regne de Mèrcia en el seu moment de major expansió (segles VII a IX) en color verd. El verd fosc mostra el nucli original del regne (segle VI).

L'any 655, Penda i els seus aliats posaven setge a Oswiu de Northúmbria. La situació d'Oswiu era tan desesperada que va accedir a pagar tribut a Penda, qui a més, tenia com a ostatge Egfrid, fill d'Oswiu. Però un cop acceptat el tribut, Penda fou emboscat i mort per Oswiu en la batalla de Winwaed.
Sense rei, Mèrcia va quedar dividida. La part del nord sota control del mateix Oswiu i la part del sud sota el regnat de Peada, fill de Penda, però cristià i casat amb la filla d'Oswiu.
Peada no va romandre en el tron durant molt temps, ja que va ser assassinat durant la Pasqua del 656, possiblement traït per la seva pròpia esposa. Oswiu va passar a controlar tota Mèrcia, convertint-se en bretwalda.
Oswiu va imposar els seus governadors a Mèrcia, però el seu poder va acabar el 658, quan tres nobles de Mèrcia anomenats Immin, Eafa i Eadbert es revoltaren. Beda ens diu que aquests havien tingut amagat a Wulfhere i, quan la seva revolta va reeixir, el proclamaren rei.

## Un rei convers
Si bé Britànnia havia estat cristianitzada durant el domini romà, els grups d'anglosaxons invasors eren pagans i l'Església de Gran Bretanya va quedar limitada als regnes britons supervivents a Escòcia i Gal·les, juntament amb el regne de Dumnònia, al sud-oest d'Anglaterra. No obstant això, cap al final del segle VI es va produir l'arribada de missioners des de Roma que van començar a convertir els anglosaxons al cristianisme. Aquest procés de cristianització es trobava ja en ple apogeu durant el regnat de Penda, qui malgrat tot va romandre sent pagà durant tota la seva vida.
La data i les circumstàncies de la conversió de Wulfhere es desconeixen. S'ha suggerit que va poder adoptar el cristianisme com a part d'un acord amb Oswiu. Beda indica que dos anys abans de la mort de Penda, el seu fill Peada es va convertir al cristianisme, influenciat en part pel fill d'Oswiu, Aifrid, que s'havia casat amb la germana de Peada, Cyneburh. Peada va fer venir una missió cristiana a Mèrcia, i és possible que fos llavors quan Wulfhere es va convertir.
El matrimoni de Wulfhere amb Ermenilda de Kent també hauria portat al rei a un estret contacte amb els regnes cristians de Kent i de la Gàl·lia merovíngia, amb els quals estaven connectats per llaços de sang i pel comerç. Els beneficis polítics i econòmics del matrimoni podrien haver influït també en la cristianització del regne de Wulfhere.
Segons la Crònica anglosaxona, Wulfhere va finançar un monestir a Medeshamstede, l'actual Peterborough. La inauguració del monestir va ser signada per Wulfhere, Oswiu, i també per Sigehere i Sebbi, els reis d'Essex.

## Expansió

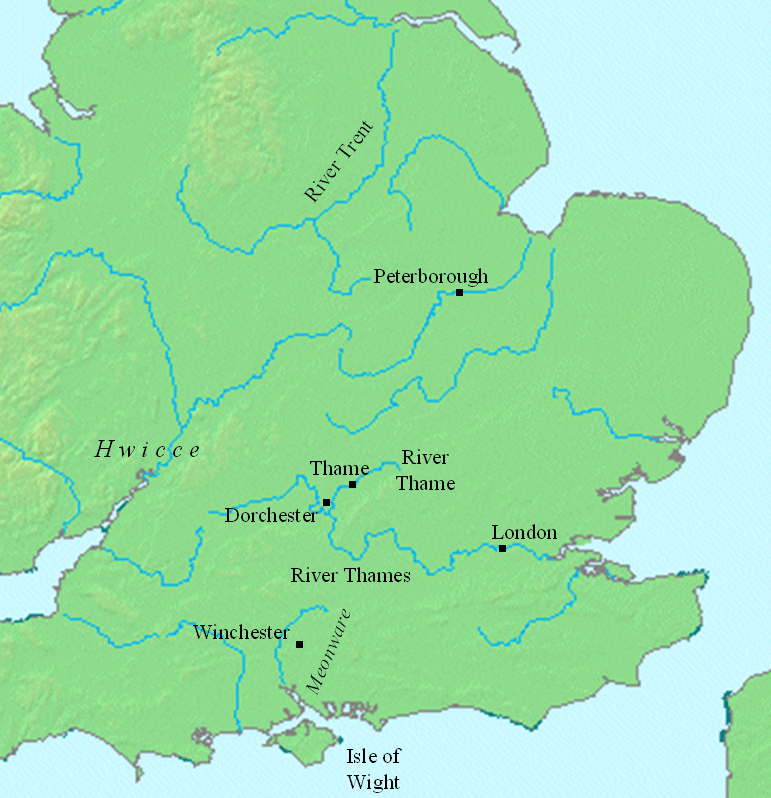
Mapa del sud d'Anglaterra mostrant les localitzacions a les quals es fa referència en les fonts més antigues sobre Wulfhere.

El 661, Wulfhere apareix en la Crònica anglosaxona assetjant Ashdown, en territori dels saxons occidentals (Regne de Wessex). Davant del ressorgir del regne de Mèrcia i l'avanç de Wulfhere cap al cor tradicional del territori saxó, els saxons occidentals de Dorchester es van dividir i van abandonar la ciutat, començant una nova branca a Winchester.
Wulfhere va saquejar l'illa de Wight el 661, cedint el control tant de l'illa com del territori de Meonware al seu fillol, el rei de Sussex Aethelwealh. Després de la conquesta de l'illa, Wulfhere va ordenar que el sacerdot Eoppa bategés als seus habitants. Segons la Crònica anglosaxona, aquesta seria la primera vegada que el baptisme cristià arribava a l'illa.
Al començament dels anys 670 va morir Cenwalh de Wessex i, pot ser que pel desgast causat per l'activitat militar de Wulfhere, el seu regne es va fragmentar i va passar a estar governat per una sèrie de reis vassalls, segons afirma Beda, que no van ser reunificats fins als temps de Cædwalla.
El 664 també va morir Swithelm d'Essex, que va ser succeït pels seus dos fills, Sigehere i Sebbi, que apareixen descrits per Beda al moment de la seva arribada al tron com a "governants (...) sota Wulfhere, rei de Mèrcia". Una plaga d'aquest mateix any va causar que Sigehere i la seva gent abjuressin del cristianisme i, segons Beda, Wulfhere va enviar a Jaruman, bisbe de Lichfield, per reconvertir-los.
Sembla que, a la vista d'aquestes dades, la influència d'Oswiu en el sud s'havia difuminat en aquesta època, si no abans, i que era ara Wulfhere qui exercia el seu domini. Això és encara més clar en els cinc anys següents, ja que en algun moment entre el 665 i el 668 Wulfhere va vendre la seu de Londres al bisbe Wine, que havia estat expulsat del seu bisbat a Wessex per Cenwealh.

## Derrota i mort
El 674 Wulfhere va atacar a Egfrid de Northúmbria, fill d'Oswiu. No hi ha referències de la lluita a l'obra de Beda ni a la Crònica anglosaxona, però sí a la Vida de Wilfrid. Egfrid va derrotar a Wulfhere i li va obligar a rendir Lindsey i a pagar un tribut.
Wulfhere va sobreviure, però va perdre part del control que exercia sobre el sud d'Anglaterra. Un any més tard, el 675, després de derrotar Aescwine de Wessex en una terrible batalla a Biedanheafde, Wulfhere va patir una malaltia i va morir. La seva vídua, Eormenhild, es creu que es convertiria més endavant en l'abadessa d'Ely.
Wulfhere seria succeït pel seu germà Etelred, que regnaria durant gairebé trenta anys. Etelred va recuperar Lindsey del control de Northúmbria pocs anys després de la seva arribada al tron, però no va ser capaç de mantenir el domini que Wulfhere va exercir sobre el sud d'Anglaterra.